# Payrin-Augmontel
Payrin-Augmontel är en kommun i departementet Tarn i regionen Occitanien i södra Frankrike. Kommunen ligger i kantonen Mazamet-Nord-Est som tillhör arrondissementet Castres. År 2022 hade Payrin-Augmontel 2 193 invånare.

## Befolkningsutveckling
Antalet invånare i kommunen Payrin-Augmontel
| Referens: INSEE |